# Elecciones generales de Tailandia de 2011

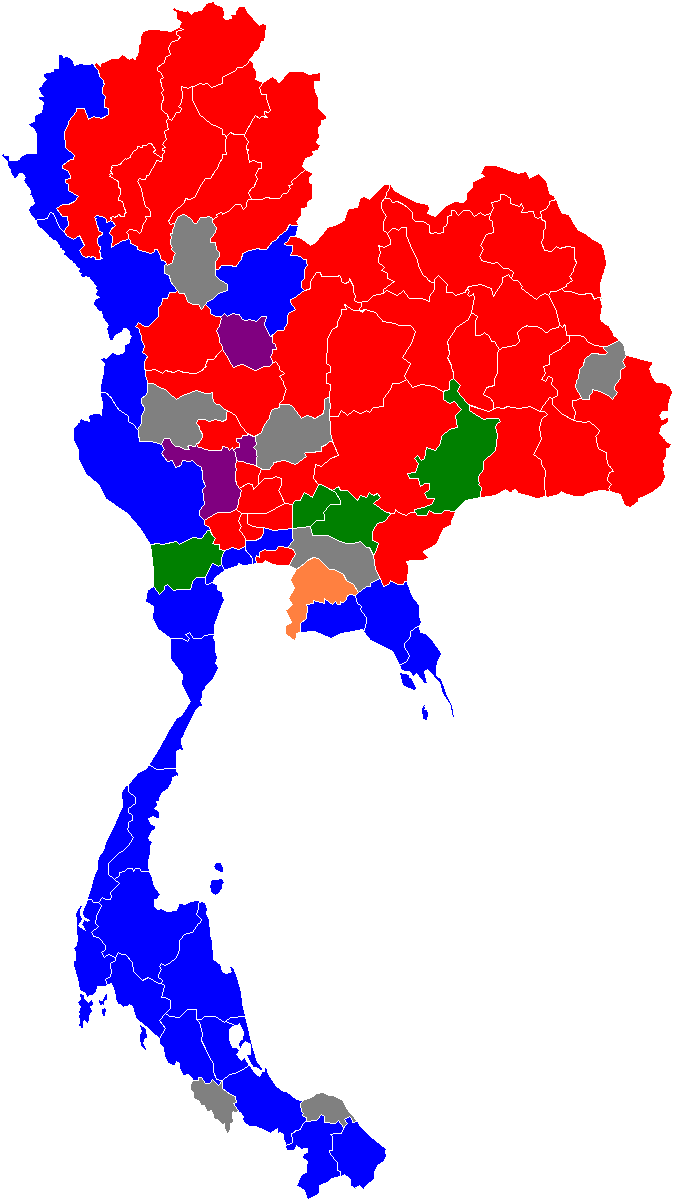
Resultados por provincias. El color indica el partido más votado en cada provincia, aunque cada una tiene más de un distrito electoral y, por lo tanto, pueden haber obtenido diputados otros partidos. Puea Thai; Demócratas; Bhum Jai Thai; Chart Thai; Palung Chon; sin mayoría.

Las elecciones generales de Tailandia de 2011 tuvieron lugar el 3 de julio de dicho año para elegir 500 diputados de la Cámara de Representantes, 375 de ellos por mayoría en los distritos electorales y 125 de forma proporcional en una única lista de ámbito nacional. La victoria fue para el Puea Thai, liderado por Yingluck Shinawatra, con 265 escaños (mayoría absoluta) en la Cámara de Representantes, frente a los demócratas de Abhisit Vejjajiva, con 159 escaños.

## Contexto y antecedentes
Los dos partidos que partían como favoritos fueron el Partido Demócrata, del hasta ese momento primer ministro, Abhisit Vejjajiva, y el Puea Thai, de reciente formación pero heredero de los ilegalizados Partido del Poder del Pueblo y Thai Rak Thai, liderado por Yingluck Shinawatra, hermana del ex primer ministro Thaksin Shinawatra, que se encontraba en el exilio desde que su gobierno fue derrocado con el golpe de Estado de 2006. En las anteriores elecciones generales celebradas en 2007, Samak Sundaravej, del Partido del Poder del Pueblo había obtenido la mayoría relativa con 233 escaños frente a Vejjajiva que obtuvo 165 escaños. Durante la crisis de 2008 y 2009, el movimiento de la Alianza Popular para la Democracia, conocidos como Camisas Amarillas, controlados por la oposición del Partido Demócrata, consiguieron derrocar a Sundaravej y a su sucesor, Somchai Wongsawat, tras un pulso político durante dos años en los que cuestionaban la constitución aprobada en referéndum en 2007. Vejjajiva alcanzó el poder al ilegalizarse al partido en el gobierno y deponerse al primer ministro, pero hubo de enfrentarse entonces a una nueva crisis que duró hasta finales de 2010 en la que los Camisas Rojas, integrados en el Frente Unido Nacional por la Democracia contra la Dictadura y partidarios de los primeros ministros depuestos y del derrocado Thaksin, mantuvieron fuertes protestas por la implicación de los miembros del Partido Demócrata y del propio primer ministro en el golpe de Estado de 2006. La crisis se agravó en marzo de 2010, cuando se produjo la toma de la capital, Bangkok, por los Camisas Rojas hasta que dos meses más tarde, en mayo, el ejército asaltó los campamentos de los Camisas Rojas, falleciendo 85 personas.

## Resultados electorales
Los resultados electorales provisionales dieron la victoria al Puea Thai, con su líder, Yingluck Shinawatra, al obtener 265 escaños (mayoría absoluta) en la Cámara de Representantes, frente a 159 escaños obtenidos por los demócratas de Abhisit Vejjajiva. Vejjajiva reconoció en la noche electoral la derrota y anunció su dimisión como líder de su partido, felicitando al Puea Thai "por la oportunidad que tiene de liderar el próximo gobierno y deseo a Yingluck Shinawatra todo el éxito como la primera mujer en ser primera ministra de Tailandia". El exiliado Thaksin Shinawatra anunció que buscarían acuerdos con otros partidos a pesar de la mayoría absoluta.

| Puea Thai | 12.211.604 | 44,3  | 204       | 15.744.190 | 48,41 | 61  | 265 |  |  |
| Partido Demócrata de Tailandia | 8.907.140  | 32,3  | 115       | 11.433.762 | 35,15 | 44  | 159 |  |  |
| Bhum Jai Thai | 3.123.567  | 11,3  | 29        | 1.281.577  | 3,94  | 5   | 34  |  |  |
| Chart Thai Pattana | 1.259.595  | 4,6   | 15        | 908.656    | 2,79  | 4   | 19  |  |  |
| Palung Chon | 246.031    | 0,9   | 6         | 178.110    | 0,55  | 1   | 7   |  |  |
| Chart Pattana Puea Pandin | 1.098.159  | 4,0   | 5         | 494.894    | 1,52  | 2   | 7   |  |  |
| Rak Thailand |            |       | 0         | 998.603    | 3,07  | 4   | 4   |  |  |
| Matubhum | 330.633    | 1,2   | 1         | 251.702    | 0,77  | 1   | 2   |  |  |
| Rak Santi | 122.968    | 0,4   | 0         | 284.132    | 0,87  | 1   | 1   |  |  |
| Mahachon |            |       | 0         | 133.772    | 0,41  | 1   | 1   |  |  |
| Nueva Democracia |            |       | 0         | 125.784    | 0,39  | 1   | 1   |  |  |
| Otros |            |       | 0         | 692.322    | 2,13  | 0   | 0   |  |  |
| Votos válidos | 27.537.677 |       | 375       | 32.525.504 |       | 125 | 500 |  |  |
| Votos en blanco | 1.419.088* | 4,03% |           | 958.052    | 2,72% |     |     |  |  |
| Votos nulos | 2.039.694* | 5,79% | 1.726.051 | 4,90%      |       |     |     |  |  |
| Abstención |            |       |           |            |       |     |     |  |  |
| Total votantes |            |       |           |            |       |     |     |  |  |
| Referencias: - The Bangkok Post - Real Decreto de 29 de julio de 2011 de convocatoria de la Asamblea Nacional y proclamación de Miembros elegidos en la Cámara de Representantes: B.E. 2554 (2011) Archivado el 11 de enero de 2012 en Wayback Machine. - Los resultados se publicaron por la Comisión Electoral entre el 12 y el 27 de julio en la Gazeta del Gobierno en 8 resoluciones: Resultados de la elección de los miembros de la Cámara de Representantes en forma proporcional para la atribución de 109 escaños. Gazeta del Gobierno de 12 de julio de 2011, volumen 128, part 58 A, páginas 6 a 21 Archivado el 12 de junio de 2012 en Wayback Machine.; * Como los distritos electorales eligen entre uno y tres diputados, algunos tienes dos o tres votos. |            |       |           |            |       |     |     |  |  |

## Comisión Electoral
Después de la elección, la Comisión Electoral debía reconocer los resultados, proclamando a los candidatos dentro de los treinta días siguientes a la fecha de las elecciones. 
La Comisión Electoral se reunió el 12 de julio y proclamó a trescientos cincuenta y ocho diputados, pero sin incluir a Yingluck Shinawatra y Abhisit Vejjajiva, entre otros. El 20 de julio, no obstante, la Comisión Electoral reconoció a todos los elegidos que faltaban.

## Reacciones
El ejército, a través de su antiguo jefe del Alto Mando, Prawit Wongsuwan, anunció el 4 de julio que aceptaba la victoria de la oposición en las elecciones: "puedo decir claramente que nunca hemos albergado la idea de hacer cualquier cosa que perjudique al país. Puedo asegurar que los militares no desean apartarse del papel asignado".